# Ironman 70.3 Boulder
Der Ironman 70.3 Boulder ist eine seit 2010 in Boulder (Colorado, USA) stattfindende Triathlon-Sportveranstaltung.

## Organisation
Er ist Teil der Ironman 70.3-Triathlon-Rennserie der World Triathlon Corporation.

Weltweit werden von der World Triathlon Corporation (kurz WTC) Rennen über die Distanz 1,9 km Schwimmen, 90 km Radfahren und 21,1 km Laufen vergeben. Aus der Gesamtdistanz von 113 km bzw. 70,3 Meilen bei einem Bewerb leitet sich der Name ab. 

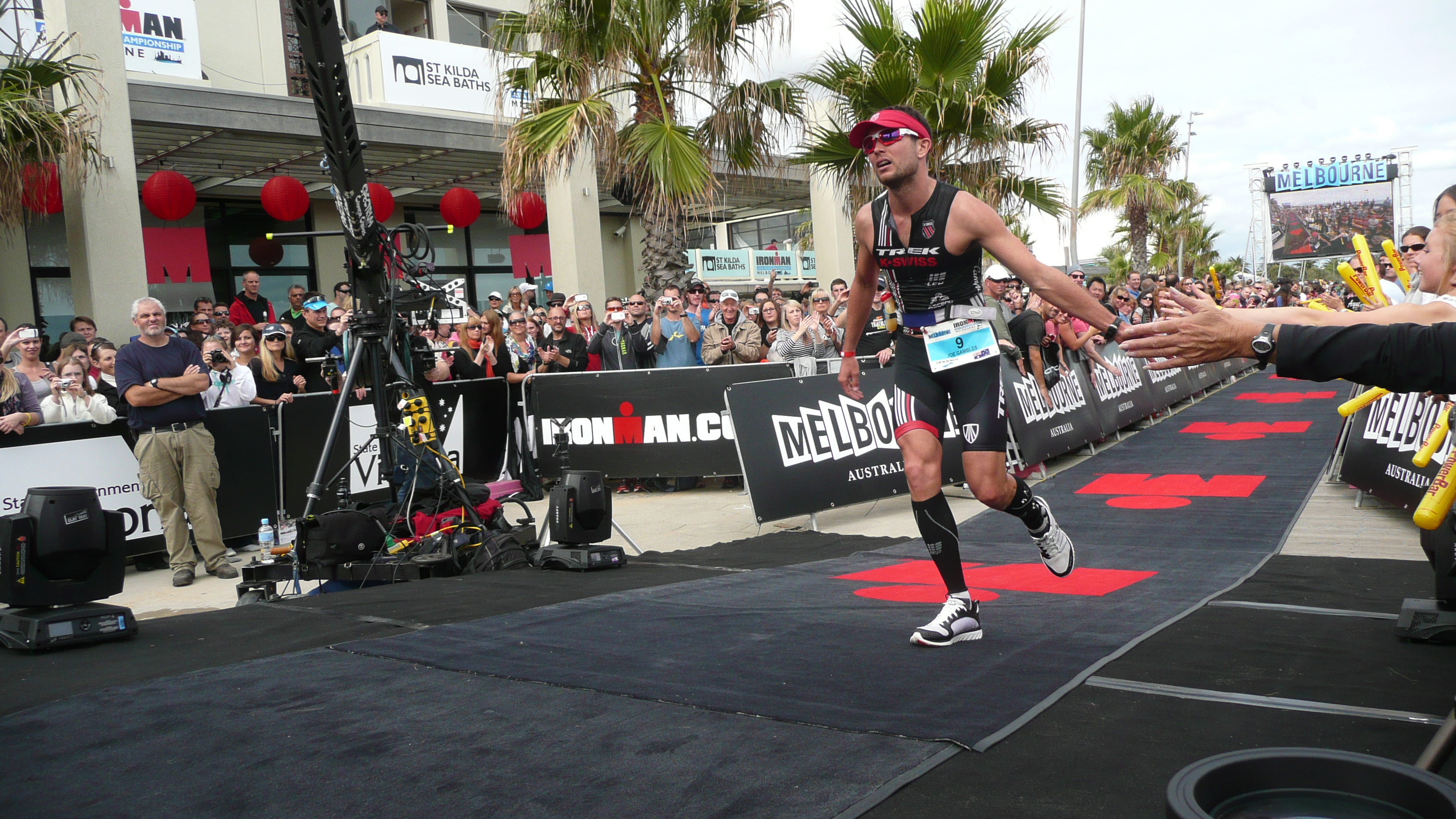
Der fünffache Sieger Joseph Gambles (hier beim Ironman Melbourne 2012)

Der Ironman 70.3 Boulder bietet in den verschiedenen Altersgruppen 40 Startplätze für die Ironman-70.3-Weltmeisterschaft.
Der Ironman 70.3 Boulder wurde erstmals am 8. August 2010 in Boulder ausgetragen. An diesem Ort fand zuletzt bis 2009 der 5430 Long Course Triathlon statt: Dieser Name leitete sich ab von der geographischen Höhe der Stadt Boulder (5430 ft bzw. 1655 m).
2014 wurde die Austragung um zwei Monate von August auf den Juni vorverlegt. Der für Australien startende britische Triathlet Joseph Gambles konnte 2014 mit neuem Streckenrekord seinen bereits vierten Sieg in Folge erzielen und 2016 holte er sich hier seinen fünften Sieg.
Das letzte Rennen fand hier am 8. Juni 2024 statt.

### Streckenrekorde
Die Streckenrekorde werden hier gehalten von der US-Amerikanerin Taylor Knibb mit 3:56:34 Stunden (2023) sowie vom US-Amerikaner Sam Long mit 3:33:23 Stunden (2023).

## Ergebnisse

### Ironman 70.3 Boulder
| Datum/Jahr    | Männer              | Männer            | Männer            | Frauen              | Frauen             | Frauen             |
| Datum/Jahr    | Erster Platz        | Zweiter Platz     | Dritter Platz     | Erster Platz        | Zweiter Platz      | Dritter Platz      |
| ------------- | ------------------- | ----------------- | ----------------- | ------------------- | ------------------ | ------------------ |
| 13. Juni 2026 |                     |                   |                   |                     |                    |                    |
| 14. Juni 2025 | Sam Appleton        | Colin Szuch       | Kevin McDowell    | Jenna Campbell      | Liis Rametta       | Natalie Bukovec    |
| 8. Juni 2024  | Trevor Foley        | Matt Hanson       | Sam Appleton      | Ellie Salthouse -3- | Sif Bendix Madsen  | Valerie Barthelemy |
| 2023          | Sam Long -2- SR     | Lionel Sanders    | Chris Leiferman   | Taylor Knibb SR     | Holly Lawrence     | Jeanni Metzler     |
| 6. Aug. 2022  | Matthew Sharpe      | Justin Metzler    | Ben Hoffman       | Rachel McBride      | Lesley Smith       | Hannah Wells       |
| 7. Aug. 2021  | Sam Long            | Sam Appleton      | Collin Chartier   | Emma Browne         | Taylor Knibb       | Jeanni Metzler     |
| 3. Aug. 2019  | Chris Leiferman     | Tyler Butterfield | Kennett Peterson  | Skye Moench         | Lesley Smith       | Meredith Kessler   |
| 4. Aug. 2018  | Callum Millward -2- | Ben Hoffman       | Matt Chrabot      | Ellie Salthouse -2- | Jeanni Seymour     | Lesley Smith       |
| 5. Aug. 2017  | Tim Don             | Matt Chrabot      | Ben Hoffman       | Jeanni Seymour      | Lesley Smith       | Alicia Kaye        |
| 11. Juni 2016 | Joseph Gambles -5-  | Chris Leiferman   | Sam Appleton      | Ellie Salthouse     | Jeanni Seymour     | Lesley Smith       |
| 13. Juni 2015 | Callum Millward     | Tim Don           | Mark Bowstead     | Alicia Kaye         | Katy Blakemore     | Lesley Smith       |
| 15. Juni 2014 | Joseph Gambles -4-  | Tim Don           | Richie Cunningham | Jodie Swallow       | Rachel Joyce       | Leanda Cave        |
| 4. Aug. 2013  | Joseph Gambles -3-  | Greg Bennett      | Callum Millward   | Melissa Hauschildt  | Leanda Cave        | Amanda Stevens     |
| 5. Aug. 2012  | Joseph Gambles -2-  | Jordan Jones      | Ben Hoffman       | Liz Blatchford      | Melissa Hauschildt | Leanda Cave        |
| 7. Aug. 2011  | Joseph Gambles      | Raynard Tissink   | Paul Ambrose      | Angela Naeth        | Kelly Williamson   | Amanda Lovato      |
| 8. Aug. 2010  | Andy Potts          | Tyler Butterfield | Stephen Hackett   | Julie Dibens -2-    | Angela Naeth       | Jessica Meyers     |

### 5430 Long Course Triathlon
| Datum/Jahr    | Männer            | Männer            | Männer            | Frauen            | Frauen              | Frauen            |
| Datum/Jahr    | Erster Platz      | Zweiter Platz     | Dritter Platz     | Erster Platz      | Zweiter Platz       | Dritter Platz     |
| ------------- | ----------------- | ----------------- | ----------------- | ----------------- | ------------------- | ----------------- |
| 2009          | Timothy O’Donnell | Tyler Butterfield | Leon Griffin      | Julie Dibens -1-  | Chrissie Wellington | Brooke Davison    |
| 10. Aug. 2008 | Simon Thompson    | Timothy O’Donnell | Brian Fleischmann | Joanna Zeiger -2- | Fiona Docherty      | Brooke Davison    |
| 2007          | David Thompson    | Christopher Leigh | Pete Jacobs       | Samantha McGlone  | Joanna Zeiger       | Melissa Ashton    |
| 2006          | Craig Alexander   | Cameron Widoff    | Courtney Ogden    | Joanna Zeiger -1- | Marlo Crosby        | Tracy Stewart     |
| 2005          | Mark Lowe         | Craig Alexander   | Matthew Segur     | Liza York         | Colleen Cooke       | Barbarann Mallory |
| 2001          | Dennis Meeker     | Mark Prinzel      | Scott Molina      | Leslie Dittrich   | Kelley Mattingly    | Wendy Mader       |